# Markkleeberg
Markkleeberg este un oraș din landul Saxonia, Germania.
1. ↑  „Markkleeberg”, Gemeinsame Normdatei, accesat în 23 septembrie 2021
2. ↑   https://wahlen.sachsen.de/buergermeisterwahl-2020-wahlergebnisse.php?landkreis=14729&gemeinde=14729260, accesat în 23 septembrie 2021 Lipsește sau este vid: |title= (ajutor)
3. ↑  Amtliches Endergebnis der OBM-Wahl (în germană), 23 septembrie 2013, arhivat din original la 8 februarie 2017, accesat în 23 septembrie 2021
4. ↑   https://www.markkleeberg.de/de/stadt-verwaltung/spalte-1/leben-markkleeberg/statistik/allgemein, accesat în 23 septembrie 2021 Lipsește sau este vid: |title= (ajutor)